# Jazzy Perrine
Jazzy Perrine, född 30 maj 2019, är en fransk varmblodig travhäst. Hon tränas av Tomas Malmqvist och körs av Éric Raffin.
Jazzy Perrine började tävla 2021 och inledde med en seger. Hon har hittills sprungit in 475 550 euro på 19 starter varav 6 segrar, 8 andraplatser och 1 tredjeplats. Hon har tagit karriärens hittills största segrar i Prix Gélinotte (2022), Prix Roquépine (2022), Prix Masina (2022), Prix Ozo (2022) och Fyraåringseliten för ston (2023), hon har även kommit på andraplats i Prix Vourasie (2021), Prix Une de Mai (2021), Critérium des Jeunes (2022), Yearling Cup Arqana Trot (2022) och Prix Annick Dreux (2022) samt på tredjeplats i Prix Reine du Corta (2022).

## Statistik
| Statistik för Jazzy Perrine (Ref.) | Statistik för Jazzy Perrine (Ref.) | Statistik för Jazzy Perrine (Ref.) | Statistik för Jazzy Perrine (Ref.) | Statistik för Jazzy Perrine (Ref.) | Statistik för Jazzy Perrine (Ref.) |
| ---------------------------------- | ---------------------------------- | ---------------------------------- | ---------------------------------- | ---------------------------------- | ---------------------------------- |
| Starter                            | Placeringar                        | Startprissumma                     | Segerprocent                       | Platsprocent                       | Rekord                             |
| 19                                 | 6-8-0                              | 475 550 euro                       | 32 %                               | 74 %                               | 1.13,6ak,                          |

### Större segrar
| År   | Lopp                      | Kusk        | Vinstbelopp | Grupp   |
| ---- | ------------------------- | ----------- | ----------- | ------- |
| 2022 | Prix Gélinotte            | Éric Raffin | 54 000 EUR  | Grupp 2 |
| 2022 | Prix Roquépine            | Éric Raffin | 54 000 EUR  | Grupp 2 |
| 2022 | Prix Masina               | Éric Raffin | 54 000 EUR  | Grupp 2 |
| 2022 | Prix Ozo                  | Éric Raffin | 54 000 EUR  | Grupp 2 |
| 2023 | Fyraåringseliten för ston | Björn Goop  | 300 000 sek | Grupp 2 |

### Starter
| #  | Datum             | Lopp                          | Bana                 | Kusk               | Tid     | Distans | Plac. | Vinstbelopp |
| -- | ----------------- | ----------------------------- | -------------------- | ------------------ | ------- | ------- | ----- | ----------- |
| -  | 27 maj 2021       | Kvallopp                      | Caen                 | Tomas Malmqvist    | 1.17,5a | 2 140 m | gdk   | 0 euro      |
| 1  | 14 juli 2021      | Prix La Rochejacquelein       | Les Sables d'Olonnes | Adrien Lamy        | 1.17,3a | 2150 m  | 1     | 4 950 euro  |
| 2  | 12 augusti 2021   | Prix de la Porte de Montreuil | Enghien              | Adrien Lamy        | 1.17,2a | 2 250 m | 2     | 8 000 euro  |
| 3  | 9 september 2021  | Prix de Metz                  | Vincennes            | Éric Raffin        | 1.15,7a | 2 100 m | 2     | 9 000 euro  |
| 4  | 1 oktober 2021    | Prix Hekate                   | Vincennes            | Éric Raffin        | 1.17,7a | 2 200 m | 1     | 19 800 euro |
| 5  | 29 oktober 2021   | Prix Marcel Dejean            | Vincennes            | Éric Raffin        | 1.17,3a | 2 200 m | 2     | 13 500 euro |
| 6  | 4 december 2021   | Prix Vourasie                 | Vincennes            | Éric Raffin        | 1.15,6a | 2 200 m | 2     | 15 000 euro |
| 7  | 24 december 2021  | Prix Une de Mai               | Vincennes            | Éric Raffin        | 1.13,6a | 2 175 m | 2     | 25 000 euro |
| 8  | 8 januari 2022    | Prix Gélinotte                | Vincennes            | Éric Raffin        | 1.17,4a | 2 700 m | 1     | 54 000 euro |
| 9  | 22 januari 2022   | Prix Roquépine                | Vincennes            | Éric Raffin        | 1.15,4a | 2 700 m | 1     | 54 000 euro |
| 10 | 20 februari 2022  | Critérium des Jeunes          | Vincennes            | Éric Raffin        | 1.14,6a | 2 700 m | 2     | 50 000 euro |
| 11 | 13 maj 2022       | Prix Masina                   | Vincennes            | Éric Raffin        | 1.16,7a | 2 700 m | 1     | 54 000 euro |
| 12 | 31 maj 2022       | Prix Ozo                      | Vincennes            | Éric Raffin        | 1.14,7a | 2 175 m | 1     | 54 000 euro |
| 13 | 26 juni 2022      | Prix Albert-Viel              | Vincennes            | Éric Raffin        | 1.13,6a | 2 700 m | 7     | 2 000 euro  |
| 14 | 23 juli 2022      | Prix Henri Cravoisier         | Enghien              | Éric Raffin        | 1.12,2a | 1 609 m | 7     | 900 euro    |
| 15 | 20 augusti 2022   | Prix Reine du Corta           | Vincennes            | Éric Raffin        | 1.13,0a | 2 175 m | 3     | 16 800 euro |
| 16 | 27 augusti 2022   | Yearling Cup Arqana Trot      | Vincennes            | Éric Raffin        | 1.14,8a | 2 700 m | 2     | 37 500 euro |
| 17 | 3 september 2022  | Prix Annick Dreux             | Vincennes            | Éric Raffin        | 1.14,2a | 2 700 m | 2     | 32 500 euro |
| 18 | 18 september 2022 | Critérium des 3 ans           | Vincennes            | Éric Raffin        | 1.13,4a | 2 700 m | 5     | 15 000 euro |
| 19 | 8 januari 2023    | Prix Charles Tiercelin        | Vincennes            | Éric Raffin        | 1.14,0a | 2 700 m | 4     | 9 600 euro  |
| 20 | 29 januari 2023   | Prix Ourasi                   | Vincennes            | Éric Raffin        | 1.13,4a | 2 700 m | 5     | 15 000 euro |
| 21 | 11 februari 2023  | Prix Éphrem Houel             | Vincennes            | Éric Raffin        | 1.11,6a | 2 100 m | 4     | 9 600 euro  |
| 22 | 4 mars 2023       | Prix de Sélection             | Vincennes            | Alexandre Abrivard | Da      | 2 175 m | Da    | 0 euro      |

## Stamtavla
| Efter Django Riff    | Ready Cash     | Indy de Vive   | Viking’s Way       |
| Efter Django Riff    | Ready Cash     | Indy de Vive   | Tekiflore          |
| Efter Django Riff    | Ready Cash     | Kidea          | Extreme Dream      |
| Efter Django Riff    | Ready Cash     | Kidea          | Doceanide du Lilas |
| Efter Django Riff    | Rasta Perrine  | Look de Star   | Coktail Jet        |
| Efter Django Riff    | Rasta Perrine  | Look de Star   | Corte              |
| Efter Django Riff    | Rasta Perrine  | Java Perrine   | Reve d’Udon        |
| Efter Django Riff    | Rasta Perrine  | Java Perrine   | Petite Perrine     |
| Undan Trendy Perrine | Goetmals Wood  | And Arifant    | Sharif di Iesolo   |
| Undan Trendy Perrine | Goetmals Wood  | And Arifant    | Infante d’Aunou    |
| Undan Trendy Perrine | Goetmals Wood  | Tahitienne     | Kimberland         |
| Undan Trendy Perrine | Goetmals Wood  | Tahitienne     | Oligiste           |
| Undan Trendy Perrine | Grande Perrine | Ténor de Baune | Le Loir            |
| Undan Trendy Perrine | Grande Perrine | Ténor de Baune | Colivette          |
| Undan Trendy Perrine | Grande Perrine | Petite Perrine | Elpenor            |
| Undan Trendy Perrine | Grande Perrine | Petite Perrine | Douce Touch        |